# San Lorenzo (Chaco)
San Lorenzo é um departamento da Argentina, localizado na província do Chaco.